# Stemmocrypta antennata
Stemmocrypta antennata ist die einzige beschriebene Art der Familie Stemmocryptidae innerhalb der Wanzen-Teilordnung Dipsocoromorpha.

## Merkmale
Die Wanzen werden 2,0 bis 2,4 Millimeter lang und haben einen langgestreckten, nur schwach sklerotisierten, weichen Körper. Sie sind hellbraun gefärbt und erinnern etwas an abgeflachte, schwach sklerotisierte Vertreter der Cimicoidea.
Männchen und Weibchen unterscheiden sich im Wesentlichen nicht in ihrem Aussehen. Sie haben voll entwickelte (makroptere) Flügel, ihr Kopf ist nach vorne gerichtet. Die Punktaugen (Ocelli) liegen hinter den Facettenaugen, wobei sie direkt an deren Hinterrand angrenzen. Die Gula ist lang. Das zweite Glied der Fühler ist nahezu glich lang wie das dritte und vierte, wobei diese beiden nur leicht dünner sind keine langen, dünnen, aufgerichteten Setae tragen. Das nach vorne gerichtete Labium ist etwa gleich lang wie der Kopf. Sein erstes Glied ist sehr kurz, das zweite kurz, das dritte und vierte verhältnismäßig länger. Das Pronotum ist einfach gebaut. Es ist annähernd trapezförmig und hat dorsal keinen Kragen. Die Vorderflügel sind membranös und haben eine zurückgebildete Flügeladerung. Die mediale Unterbrechung verläuft wie auch bei den Enicocephalomorpha und Discoridae vor der Radialader. Der Clavus ist nicht abgegrenzt. Die Vorderflügel liegen in Ruhestellung frei übereinander, wobei die Clavia nicht aneinander angrenzen und damit eine Naht bilden. Die Beine sind kurz und haben verdickte Tarsen. An allen beinen sind drei Tarsenglieder ausgebildet, wobei die Vorderbeine der Weibchen nur zwei Tarsenglieder haben. Der Pretarsus trägt zwei lange, fadenförmige Parempodia und hat ein dorsales und ventrales Arolium. Die Duftdrüsen am Metathorax sind unpaarig und haben eine einzelne Öffnung. Ein Verdunstungsbereich ist vorhanden. Das Stigma am ersten Hinterleibssegment liegt in der Membrane hinter dem Metapostnotum. Die Stigmen am zweiten bis siebten Hinterleibssegment liegen auf den dorsalen Laterotergiten. Die adulten Tiere zeigen keine Überbleibsel der dorsalen abdominalen Duftdrüsenöffnungen der Nymphen. Das achte Hinterleibssegment der Männchen hat fortsatzartige Laterotergite. Die Pygophore (die Verlängerung des neunten Hinterleibssegments), das neunte Laterotergit und die Paramere sind asymmetrisch. Der Phallus ist komplex gebaut. Bei den Weibchen bildet das siebte Sternum die Subgenitalplatte, der Ovipositor ist plattenförmig und es ist eine im Bau modifizierte Spermatheca ausgebildet.
Die Art besitzt ein ungewöhnliches Aussehen und vereint Merkmale der Dipsocoromorpha, wie etwa die asymmetrischen Genitalien der Männchen, die Spermatheca, das dorsale und ventrale Arolium und die tegminalen Vorderflügel mit Merkmalen der Cimicoidea, wie etwa die Körperform und der Aufbau der Fühler.

## Vorkommen und Lebensweise
Die Art ist nur aus Neuguinea bekannt, wo Individuen in Fallen mit UV-Licht angelockt und mit Berlesetrichtern aus der Bodenstreu gefangen wurden. Die Tiere sind vermutlich suchende Jäger. Ihre kurzen, dicken Beine legen nahe, dass sie nicht hüpfen können.

## Belege